# Cine clásico

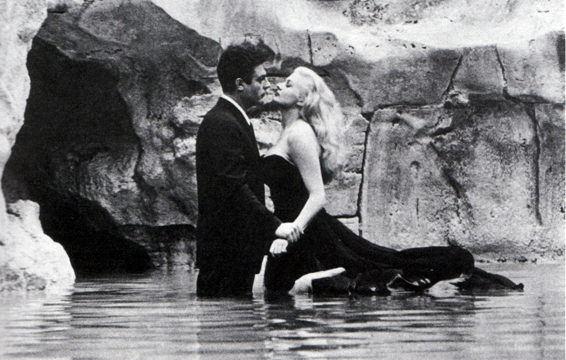
Fotograma de Marcello Mastroianni y Anita Ekberg en la película La dolce vita (1960). Una de las cintas más representativas del cine clásico.

La expresión cine clásico puede operar en dos sentidos. En primer lugar se puede vincular el adjetivo “clásico” a aquellas obras cinematográficas calificadas como obras de arte según valores estéticos, técnicos, temáticos o éticos. En segundo lugar, en un sentido técnico, la expresión "cine clásico" hace referencia al cine que es resultado de utilizar las estrategias cinematográficas establecidas en la tradición estadounidense durante el periodo comprendido entre las décadas de 1910 y 1960.
En este segundo sentido, el cine clásico sería aquel que respeta las convenciones visuales, sonoras, genéricas e ideológicas que emanaron durante dicho periodo. Es un cine tradicional, constituido por un sistema de convenciones que constituyen la tradición cinematográfica. Emplea siempre los mismos recursos tradicionales, sin introducir elementos rupturistas, a diferencia del cine independiente (el cual se vuelve más individual).

## Historia del término cine clásico
El término cine clásico comienza a acuñarse en los estudios sobre teoría cinematográfica realizados en los años 1960 para referirse al cine industrial hollywoodense desde el año 1915 hasta mediados de la década de 1960.
En esta época también se crea el star-system: aquellos actores muy guapos y considerados estrellas que se convirtieron en referentes para el público. 
Este cine se identifica con el sistema de producción de estudios basado en la adopción de los géneros cinematográficos y la creación del Star System. También ya en estos momentos se comienzan a concretar dos series paralelas de films: la serie A (películas de alto presupuesto) y la serie B (películas de bajo presupuesto en las que tanto directores como actores se estrenaban para llegar a la serie mayor).

El cine clásico pretende ante todo construir una narración que simule ser lo real, dejando oculta la naturaleza del relato. El film clásico se caracteriza por la búsqueda de una transparencia que esconde la enunciación y por la economía de signos. 

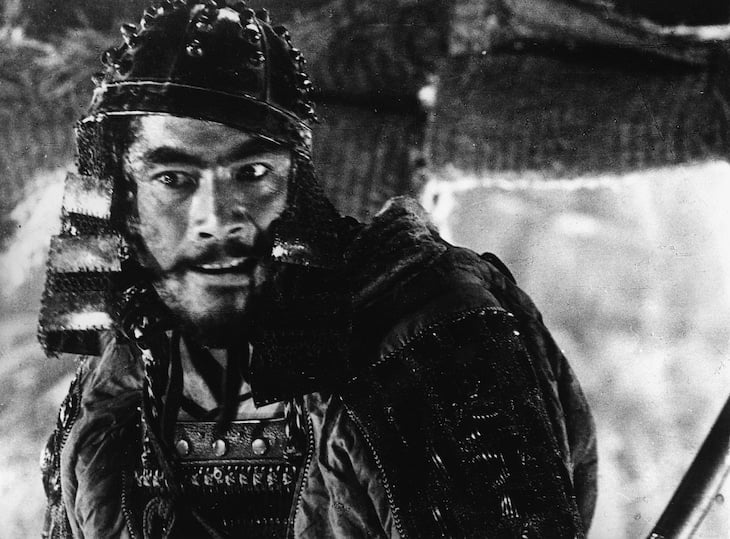
Fotograma de Toshirō Mifune en el largometraje Los siete samuráis (1954).

La estructura narrativa está organizada secuencialmente, de tal manera que la historia y el discurso coinciden puntualmente. El cine clásico tiene un inicio narrativo con intriga de predestinación,  organización narrativa de carácter secuencial, su intertextualidad es implícita y el final es epifánico. La mayor parte de historiadores de cine distinguen entre clásicos del cine (de cualquier época desde su invención) y cine clásico, circunscrito al período desde 1927 hasta los años 1960, al menos en el cine occidental (Europa y América). El historiador de cine Diego Moldes ha recogido de la tradición historiográfica cinematográfica la siguiente terminología cronológica: "Para el criterio cronológico del historiador del cine, la terminología adecuada es la que sigue. 
- Cine primitivo o protocine (décadas 1880-1890).

- Cine mudo o silente (décadas 1900-1920).

- Cine sonoro (décadas 1920-1960).

- Cine moderno (décadas 1960-1990).

- Cine contemporáneo o actual (décadas 2000-2010).[1]

## Modos de Representación Institucional

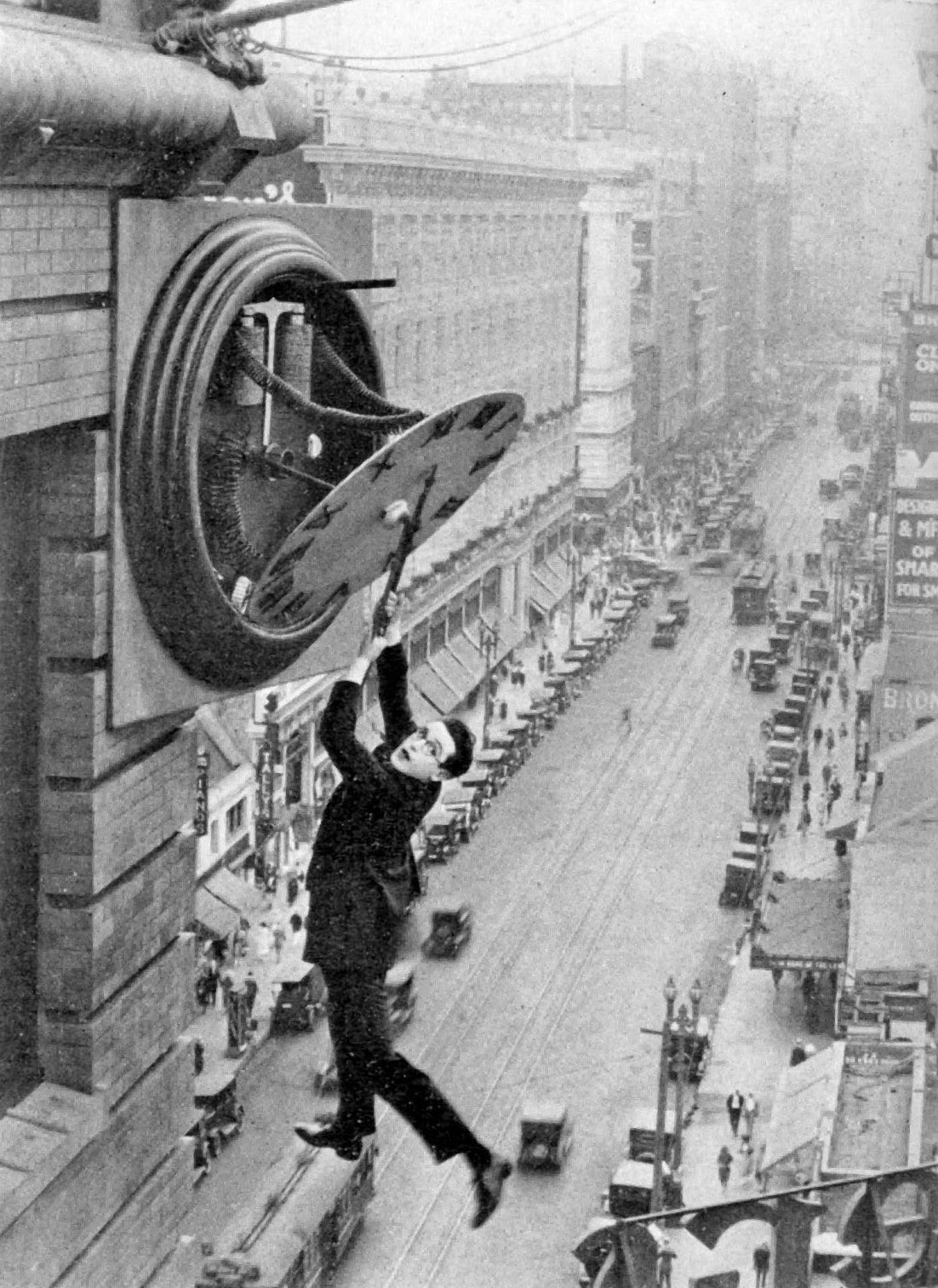
Fotograma de Harold Lloyd en la cinta muda El hombre mosca (1923).

Los modos de representación institucional (MRI), también llamados modos de representación del cine clásico (MRC), son una serie de convenciones o normas estandarizadas que se adoptaron en la década de 1910. Constituyen una codificación del lenguaje cinematográfico con la que se pretendía que el mundo ficcional propuesto por los filmes ofreciera coherencia interna, causalidad lineal, realismo psicológico y continuidad espacial y temporal.
 El concepto está tomado de Noël Burch, realizador, crítico e historiador de cine que acuñó el término de MRI en el año 1968, en su libro Une praxis du cinéma.

Las características de estas convenciones sirvieron y sirven de base, para crear de manera pautada una película clásica. Estas características son:
- Sección áurea o «regla de los tres tercios».
- Variedad en los movimientos de cámara (travellings, panorámica).
- Abanico variado de angulaciones de la cámara.
- Escala de planos.
- Aumento de los decorados artificiales.
- Uso de tintados.
- Jerarquía en la actuación (reparto con actores principales y secundarios).
- Tendencia en la actuación hacia el naturalismo, abandonando la hiperactuación a partir de 1920.
- Avances en el montaje y en el raccord.

(Para mayor información en cuanto a estéticas y características de estos filmes, dirigirse a la sección siguiente).

## Características del cine clásico de Hollywood

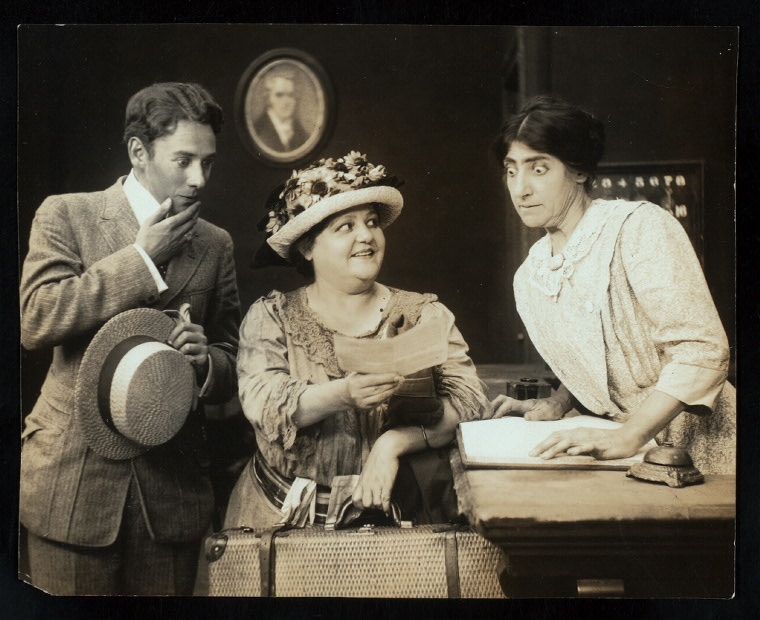
Fotograma de la cinta muda Josie's Legacy (1914).

Las películas pertenecientes al cine clásico de Hollywood son usualmente de fácil entendimiento para el espectador. No es necesario que el mismo haya adquirido algún conocimiento previo relacionado con la temática del filme para poder comprenderlo. Pero si se requiere para no perderse ningún detalle que, el espectador debe situarse en que la historia del filme transcurre en una dimensión histórica, un tiempo y un espacio específico. 
El cineasta Josef von Sternberg considera relevante que el espectador pueda realizar hipótesis, deducciones acerca de la trama y el final del filme, como así analizar los personajes y sus acciones dentro de la película como manera de compenetrarnos con la narración de la misma
Para analizar un filme ficcional hollywoodense, se tiene en cuenta tres sistemas: una lógica narrativa y la representación del tiempo por un lado y del espacio por otro. Estos sistemas no deben tomarse como elementos aislados el uno del otro. 
Existe una diferenciación entre lo que se considera: la narratología del filme, y la manera en la que esta se representa audiovisualmente en la película. Así es que conceptualmente existe una contraposición entre conceptos como la historia y la trama de un filme:
- Historia refiere a los hechos cronológicos en un tiempo y espacio determinado necesarios para narrar la misma, es nuestra “construcción mental”
- La trama se vincula más a la forma en que los elementos técnicos buscan representar esa historia de la mejor manera posible. No es necesario que la historia contenga un final feliz, sino que la misma concluya.

En el  cine clásico de Hollywood existen diferentes niveles de abstracción que responden a la estética de estos filmes:

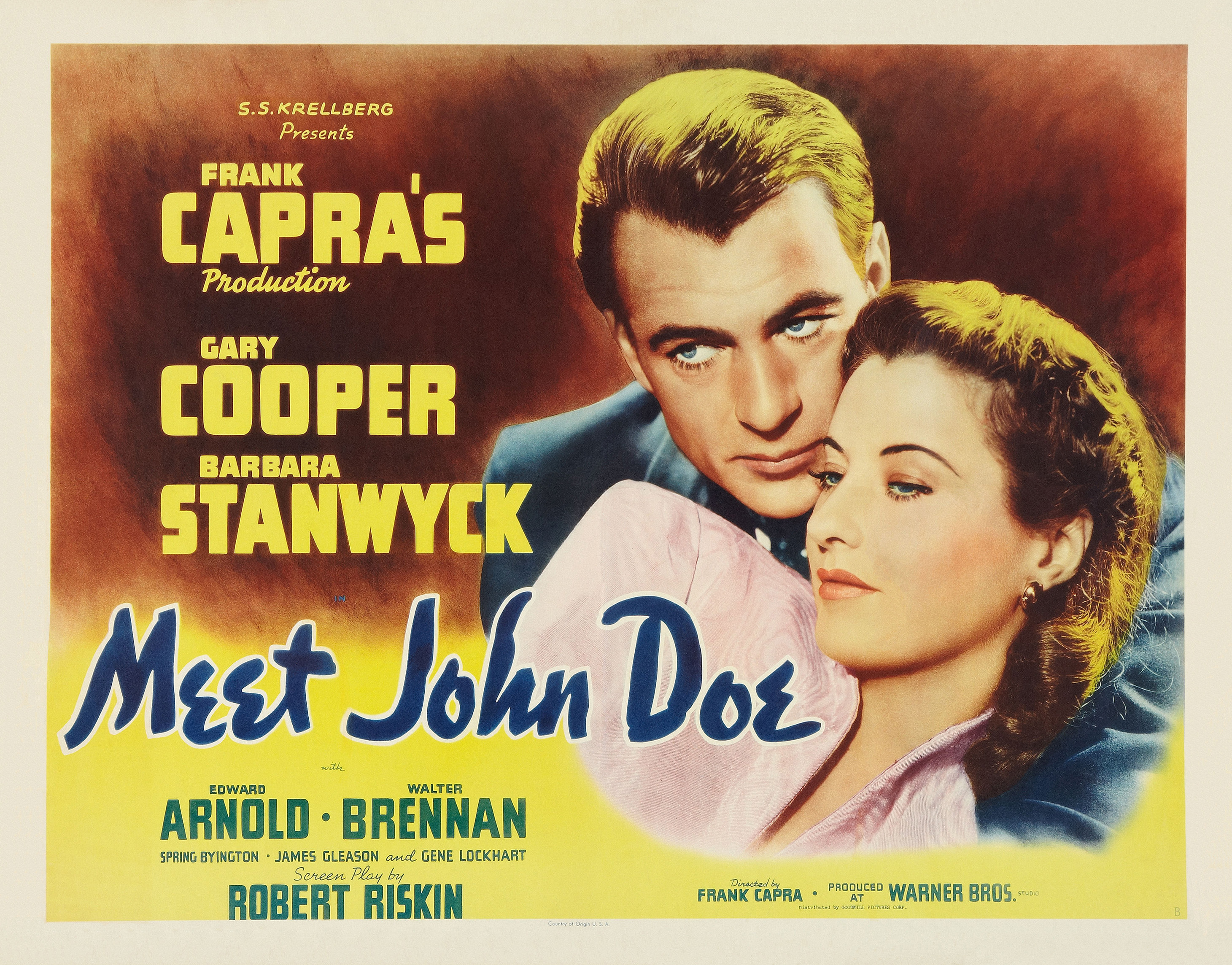
Cartel de Gary Cooper y Barbara Stanwyck en la película Meet John Doe (1941).

1. en primera instancia:  los recursos técnicos, los elementos estilísticos necesarios para la producción: como la iluminación de tres puntos, continuidad en el montaje de tomas y escenas, encuadres clásicos centrados, el uso de fundidos para suavizar el cambio de cámara.
2. en segundo lugar: los sistemas estilísticos. Es importante entender primeramente el funcionamiento de los dispositivos técnicos y de qué forma se emplearían, es decir, un propósito de comunicación. Se tiene en cuenta que se puede hacer uso de recursos sistemáticos, es decir, hace posible que un recurso pueda ser sustituido por otro.
3. en tercer lugar: las relaciones entre sistemas refiere a la relación recíprocas entre los elementos.[4]

En el cine clásico de Hollywood, es poco frecuente el uso del flashback (brindan información al espectador sobre un hecho de tiempo pasado, usualmente introducidos por el pensamiento o memoria del personaje). Por lo general se rechaza el hecho de jugar con la cronología y el tiempo, mostrando los sucesos en orden ya que los saltos temporales provocan desconcierto en el espectador haciendo que dejen se sentir que están participando de la vida de los personajes en escena.

#### Personajes
El personaje principal de una película es el que crea/tiene el conflicto a resolver, para eso se proponen objetivos/deseos a alcanzar; surgiendo así de los obstáculos impuestos a lo largo de la narratología. Tanto los rasgos del personaje como el objetivo de sus acciones (en películas clásicas, uno de los objetivos más frecuentes es conseguir el amor de un hombre o una mujer) reflejan una forma dramática característica del cine de Hollywood. Se trabajan en dos líneas de acción: una relacionada con lo romántico y al amor, y la otra diferentes actividades dependiendo de lo que vaya a tratar el filme y su género (ej. temática de crimen, diversión y entretenimiento, etc.).
Los personajes dentro de un filme anuncian hechos a través de sus acciones y diálogos. Se debe respetar una “regla de tres”, la cual consiste en repetir la información  que sea clave para el entendimiento de la historia, tres veces de manera diferente. 

#### Recursos y criterios técnicos

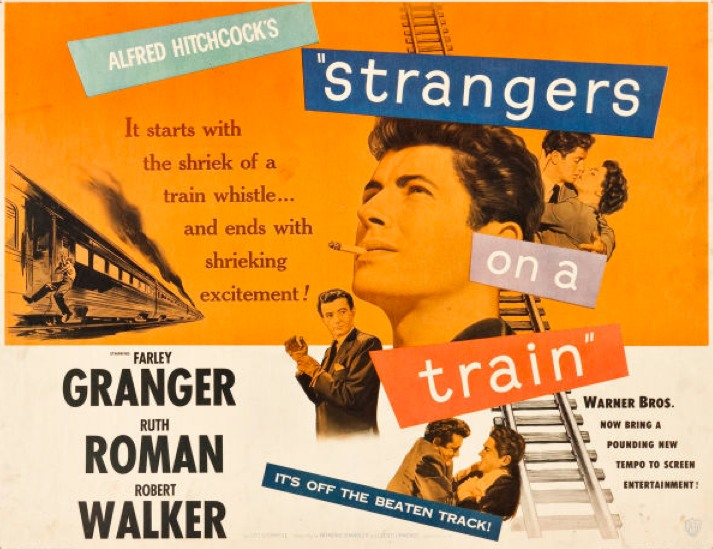
Cartel de la película Strangers on a Train (1951).

Desde los inicios de los años 1930, la utilización de la música era clave para el suspenso de una escena, es decir, la música se utilizaba como herramienta para anticiparse a la acción y generar ese clima de tensión para que el espectador entre en ambiente. También se utiliza la música y banda sonora para expresar internamente como se encuentran los personajes o simplemente con fines narrativos que enriquezcan a la historia.
El cine clásico corresponde a un cine puramente de montaje buscando como fin una continuidad temporal. el recurso que podrían producir un efecto similar, eran poco frecuentes: tal es el caso de los planos secuencia  
Se utilizan recursos técnicos como iluminación, desenfoque, equilibrio como método para crear profundidad entre los planos. En lo que respecta al montaje, existen diversas reglas que deben respetarse para que al espectador no le produzca choque visual al observar el filme, por ejemplo, respetar la línea de eje de acción de 180° (si no se la respeta se produce salto se eje), continuidad en la direccionalidad de las miradas, entre otras. Al  respetarse estas nociones básicas, el espectador tiene total control sobre las dimensiones y el espacio de la escena. Actuando la narración clásica del espacio como objetivo de orientación. 
En lo que respecta a la técnica se utilizaban también recursos con fines expresivos, como por ejemplo, iluminación de bajo o alto contraste según el efecto que se quería lograr, perspectivas distorsionadas en películas de miedo/terror, la cámara obtuvo mayor movilidad para justificar y seguir los desplazamientos de los personajes dentro de la escena.